# Biserica romano-catolică din Galați
Biserica romano-catolică din Galați este un monument istoric și de arhitectură situat pe Strada Domnească din Galați, la nr. 88. Patronul bisericii este sfântul Ioan Botezătorul.

## Istoric
În anul 1838 consulul Regatului Sardiniei (ulterior al Italiei) la Galați a hotărât construirea unei noi biserici catolice în oraș.

## Galerie de imagini

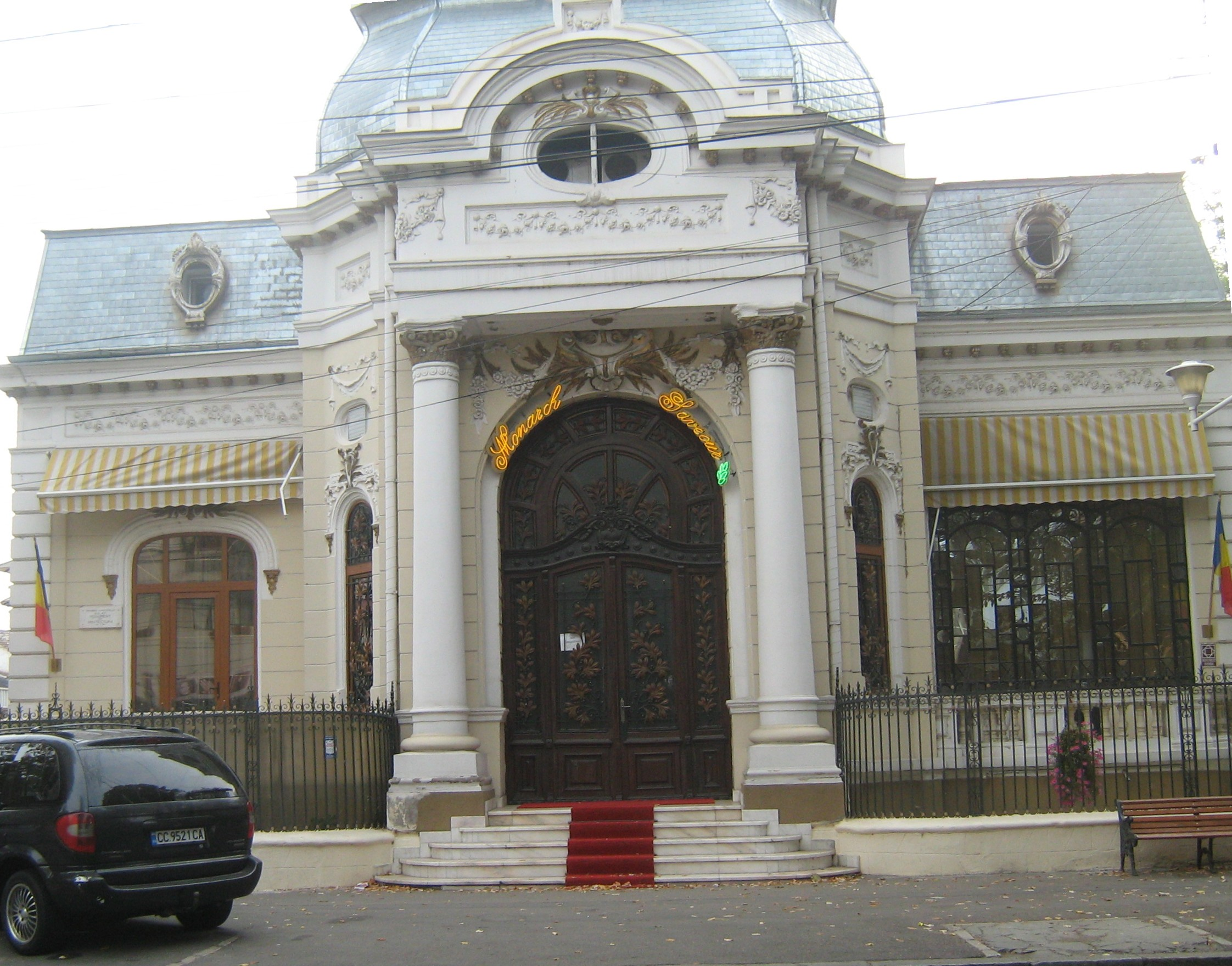
Fostul consulat italian, situat tot pe strada Domnească, la nr. 70